# Iván Angulo
Iván Darío Angulo Cortés (Tumaco, Nariño, Colombia, 22 de marzo de 1999), más conocido como Iván Angulo es un futbolista colombiano. Juega de delantero en el Orlando City de la Major League Soccer, cedido por el Palmeiras de Brasil.

## Trayectoria
Angulo comenzó su carrera en el Envigado de la Primera A de Colombia. En 2019 fue transferido al Palmeiras para formar parte de su equipo sub-20. Transferencia de 3 millones de dólares en la que el club colombiano denunciaría ante la FIFA incumplimiento en el pago, sin embargo en junio de 2020 llegaron a un acuerdo amistoso entre clubes. En 2020 fue envido a préstamo al Cruzeiro para jugar el Campeonato Mineiro 2020.
En el Palmeiras jugó la final de ida del Campeonato Paulista 2020 contra el Corinthians, donde se consagraría campeón.

## Selección nacional
Formó parte del plantel de Colombia sub-20 que disputó la Copa Mundial de Fútbol Sub-20 de 2019 en Polonia, los cafeteros llegaron hasta los cuartos de final.

## Estadísticas
Actualizado al último partido disputado el 6 de noviembre de 2024.
| Club | Div.          | Temporada     | Liga  | Liga  | Liga   | Liga estatal(1) | Liga estatal(1) | Liga estatal(1) | Copas nacionales(2) | Copas nacionales(2) | Copas nacionales(2) | Copas internacionales | Copas internacionales | Copas internacionales | Total | Total | Total  |
| Club | Div.          | Temporada     | Part. | Goles | Asist. | Part.           | Goles           | Asist.          | Part.               | Goles               | Asist.              | Part.                 | Goles                 | Asist.                | Part. | Goles | Asist. |
| --- | ------------- | ------------- | ----- | ----- | ------ | --------------- | --------------- | --------------- | ------------------- | ------------------- | ------------------- | --------------------- | --------------------- | --------------------- | ----- | ----- | ------ |
| Envigado · Colombia                                                                                        | 1.ª           | 2017          | 8     | 0     | 0      | -               | -               | -               | 4                   | 0                   | 0                   | -                     | -                     | -                     | 12    | 0     | 0      |
| Envigado · Colombia                                                                                        | 1.ª           | 2018          | 21    | 2     | 0      | -               | -               | -               | 2                   | 0                   | 0                   | -                     | -                     | -                     | 23    | 2     | 0      |
| Envigado · Colombia                                                                                        | Total club    | Total club    | 29    | 2     | 0      | 0               | 0               | 0               | 6                   | 0                   | 0                   | 0                     | 0                     | 0                     | 35    | 2     | 0      |
| Palmeiras · Brasil                                                                                         | 1.ª           | 2019          | 0     | 0     | 0      | 0               | 0               | 0               | 0                   | 0                   | 0                   | -                     | -                     | -                     | 0     | 0     | 0      |
| Palmeiras · Brasil                                                                                         | 1.ª           | 2020          | 0     | 0     | 0      | 1               | 0               | 0               | 0                   | 0                   | 0                   | -                     | -                     | -                     | 1     | 0     | 0      |
| Palmeiras · Brasil                                                                                         | Total club    | Total club    | 0     | 0     | 0      | 1               | 0               | 0               | 0                   | 0                   | 0                   | 0                     | 0                     | 0                     | 1     | 0     | 0      |
| Cruzeiro · Brasil                                                                                          | Est.          | 2020          | 0     | 0     | 0      | 1               | 0               | 0               | 0                   | 0                   | 0                   | -                     | -                     | -                     | 1     | 0     | 0      |
| Cruzeiro · Brasil                                                                                          | Total club    | Total club    | 0     | 0     | 0      | 1               | 0               | 0               | 0                   | 0                   | 0                   | 0                     | 0                     | 0                     | 1     | 0     | 0      |
| Botafogo · Brasil                                                                                          | 1.ª           | 2020          | 3     | 0     | 0      | 0               | 0               | 0               | 0                   | 0                   | 0                   | -                     | -                     | -                     | 3     | 0     | 0      |
| Botafogo · Brasil                                                                                          | Total club    | Total club    | 3     | 0     | 0      | 1               | 0               | 0               | 0                   | 0                   | 0                   | 0                     | 0                     | 0                     | 3     | 0     | 0      |
| Portimonense Portugal                                                                                      | 1.ª           | 2021-22       | 32    | 1     | 2      | -               | -               | -               | 4                   | 1                   | 0                   | -                     | -                     | -                     | 36    | 2     | 2      |
| Portimonense Portugal                                                                                      | Total club    | Total club    | 32    | 1     | 2      | 0               | 0               | 0               | 4                   | 1                   | 0                   | 0                     | 0                     | 0                     | 36    | 2     | 2      |
| Orlando City Estados Unidos                                                                                | 1.ª           | 2022          | 10    | 0     | 2      | -               | -               | -               | 1                   | 0                   | 0                   | -                     | -                     | -                     | 11    | 0     | 2      |
| Orlando City Estados Unidos                                                                                | 1.ª           | 2023          | 37    | 6     | 6      | -               | -               | -               | 1                   | 0                   | 0                   | 5                     | 0                     | 0                     | 43    | 6     | 6      |
| Orlando City Estados Unidos                                                                                | 1.ª           | 2024          | 36    | 5     | 10     | -               | -               | -               | 0                   | 0                   | 0                   | 5                     | 0                     | 1                     | 41    | 5     | 11     |
| Orlando City Estados Unidos                                                                                | Total club    | Total club    | 83    | 11    | 18     | 0               | 0               | 0               | 2                   | 0                   | 0                   | 10                    | 0                     | 1                     | 95    | 11    | 19     |
| Total carrera                                                                                              | Total carrera | Total carrera | 147   | 14    | 20     | 3               | 0               | 0               | 12                  | 1                   | 0                   | 10                    | 0                     | 1                     | 172   | 16    | 21     |
| (1) Incluye datos del Campeonato Paulista y el Campeonato Mineiro (2) Incluye datos de la Copa de Colombia |               |               |       |       |        |                 |                 |                 |                     |                     |                     |                       |                       |                       |       |       |        |

## Palmarés

### Títulos estatales
| Título              | Club      | Estado    | Año  |
| ------------------- | --------- | --------- | ---- |
| Campeonato Paulista | Palmeiras | São Paulo | 2020 |

### Torneos nacionales
| Título                   | Equipo       | País | Año  |
| ------------------------ | ------------ | ---- | ---- |
| Lamar Hunt U.S. Open Cup | Orlando City | USA  | 2022 |